# Gul pysslinglav
Gul pysslinglav (Thelopsis flaveola) är en lavart som beskrevs av Arnold. Gul pysslinglav ingår i släktet Thelopsis och familjen Stictidaceae.  Arten är reproducerande i Sverige. Inga underarter finns listade i Catalogue of Life.